# ألان إيفانز (ملحن)
ألان إيفانز (بالإنجليزية: Allan Evans)‏ هو عالم موسيقى وملحن ومنتج أسطوانات أمريكي، ولد في 1956 في هوليوود في الولايات المتحدة.

## وصلات خارجية
- الموقع الرسمي
- ألان إيفانز على موقع ميوزك برينز (الإنجليزية)
- ألان إيفانز على موقع ديسكوغز (الإنجليزية)